# Induktans

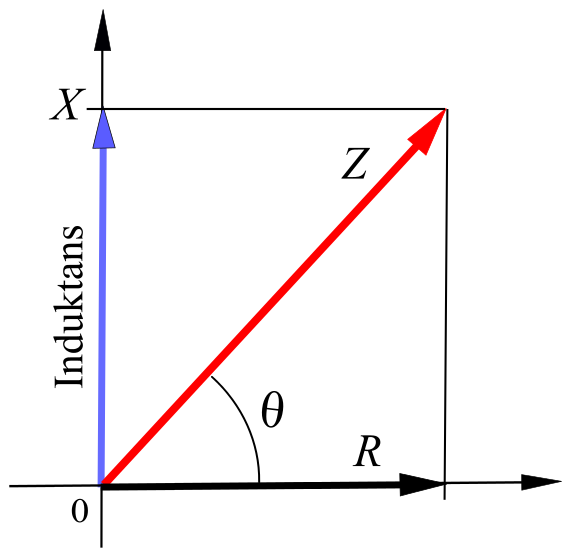
En induktans orsakar en positiv fasvridning. Om resistans förekommer i kretsen är den resulterande fasvridningen Θ < 90°.

Induktans är den del av motståndet (impedansen) mellan två punkter i en växelströmkrets som beror på självinduktion eller ömsesidig induktion.
En elektrisk ström som flyter genom en krets orsakar ett magnetiskt fält och därmed ett magnetiskt flöde Φ genom kretsen. Förhållandet mellan det magnetiska flödet och strömstyrkan kallas induktans eller mera korrekt kretsens självinduktans. Vanligtvis används symbolen L för induktans. SI-enheterna för induktans är Weber per ampere, eller Henry (H): 1 H = 1 Wb/A.

## Definition
Den kvantitativa definitionen av induktans är
{\displaystyle L={\frac {\Phi }{i}}.}

Självinduktion

Ömsesidig induktion

Enligt ovanstående definition är det magnetiska flödet Φ orsakat av den ström som flyter genom kretsen. Det kan också förekomma bidrag från andra kretsar. Betrakta till exempel två kretsar C1, C2, med strömmarna i1 respektive i2. De magnetiska flödena {\displaystyle \Phi _{1}} , {\displaystyle \Phi _{2}} i {\displaystyle C_{1}} och {\displaystyle C_{2}} ges av
{\displaystyle \displaystyle \Phi _{1}=L_{11}i_{1}+L_{12}i_{2},}
{\displaystyle \displaystyle \Phi _{2}=L_{21}i_{1}+L_{22}i_{2}.}
Enligt ovanstående definition är {\displaystyle L_{11}} och {\displaystyle L_{22}} självinduktanserna för {\displaystyle C_{1}} och {\displaystyle C_{2}}. Det kan visas att de andra två koefficienterna är lika: {\displaystyle L_{12}=L_{21}=M}, där  {\displaystyle M} kallas den ömsesidiga induktansen för de båda kretsarna.

## Växelström genom en induktiv krets
Om strömmen genom en induktiv krets varierar kommer en spänning att uppstå över den induktiva komponenten som är proportionell mot den magnetiska flödesändringen per tidsenhet
{\displaystyle u_{L}=-{d\Phi  \over dt}=-L{di \over dt}}
där minustecknet beror på att induktansen motverkar ändringen av strömmen.
En induktans orsakar en fasskillnad mellan spänning och ström. Denna fasvridning är positiv för en induktiv krets, det vill säga, fasmässigt kommer spänningen att ligga före strömmen. En passiv, rent induktiv krets (som inte innehåller transistorer, ström- och spänningsgeneratorer etc.) ger en fasvridning av 90 grader för en sinusformad ström/spänning.

## Energi i induktiva kretsar
Induktansen i en krets kommer att motverka varje ändring av strömmen genom kretsen. Det åtgår således energi på grund av induktansen för att bygga upp en viss strömstyrka. Varje praktiskt förekommande krets har en resistans > 0. Vi kan då för en induktiv elektrisk krets anta att den innehåller en resistans och en induktans i serie. Då gäller för spänningen {\displaystyle \ u} över kretsen
{\displaystyle u=Ri+L{di \over dt}}
och genom multiplikation med {\displaystyle \ i} erhålls den utvecklade momentaneffekten som
{\displaystyle ui=Ri^{2}+Li{di \over dt}}
Termen {\displaystyle \ Ri^{2}} är den resistiva effekten, väsentligen de värmeförluster som uppstår i kretsen. Den magnetiska energins ändringhastighet blir därför
{\displaystyle {dE_{m} \over dt}=Li{di \over dt}}
Den magnetiska energi som krävs för att öka strömmen från 0 till värdet {\displaystyle I} blir således
{\displaystyle E_{m}=\int _{0}^{E}dE_{m}=\int _{0}^{I}{Li\ di}={1 \over 2}LI^{2}}